# Spilococcus radicalis
Spilococcus radicalis är en insektsart som beskrevs av Granara de Willink 1983. Spilococcus radicalis ingår i släktet Spilococcus och familjen ullsköldlöss. Inga underarter finns listade i Catalogue of Life.